# Estahón
Estaon o Estahón es una localidad española perteneciente al municipio leridano de Vall  de Cardós, en la comunidad autónoma de Cataluña.

## Historia
La localidad, por entonces un municipio independiente, contaba hacia mediados del siglo XIX con 171 habitantes. Aparece descrita en el séptimo volumen del Diccionario geográfico-estadístico-histórico de España y sus posesiones de Ultramar de Pascual Madoz de la siguiente manera:

ESTAON ó ESTAHON: l con ayunt. en la prov. de Lérida (35 horas), part. jud. de Sort (8), aud. lerr. y c. g de Cataluña (Barcelona 55) , dióc. de Urgel (13): sit. encima de una peña que forma un plano inclinado de 1/2 leg., rodeado de elevadas montañas: reinan principalmenle los vientos de N. y S., y el clima frio, es saludable, aunque propenso á catarrales: tiene 30 casas, é igl. parr. (Santiago Apóstol), servida por un cura de nombramiento del ordinario en concurso general. Confina el térm. N. con el Cervi y Tabescan (2 horas); E. Lleret (1 1/2); S. Anás y Bonestarre (1/2), y O. Berros, Subirá y Llaborre (2): cruza por él, á dist. de 1/2 leg. del pueblo, el r. que lleva su nombre, el cual tiene origen en el estanque que hay en el mismo á 1 1/2 leg.; próximo al l., en la parte de E., se halla una ermita dedicada á Sta. Eulalia. El terreno montuoso y pedregoso es en general de inferior calidad; hallándose en él una montaña, que en su parle superior contiene un estanque de un cuarto y medio de circunferencia, donde hay abundantes truchas; y encima de este se encuentran otros dos mas pequeños, pero sin que se crie en ellos ninguna clase de pescado. caminos: el único que pasa por su térm. es el principal que conduce al centro de la prov.; y la correspondencia la reciben de la estafeta de Rivera por espreso, los jueves y domingos, y sale los miércoles y sábados. prod.: trigo, centeno, patatas, pocas frutas y mucha yerba de pastos; se cria ganado lanar, vacuno y mular, y hay caza de perdices, liebres y cabras monteses, y pesca de truchas. ind.: la agrícola y cria del ganado. comercio: venta del ganado y esportacion de los frutos sobrantes, y compra de los art. de que carecen. pobl.: 29 vec., 171 alm. cap. imp.: 25,022 rs. contr.: el 14'28 por 100 de esta riqueza. presupuesto municipal: 180 rs. que se cubren por reparto vecinal, de los cuales 80 se pagan al secretario del ayunt.
(Madoz, 1847, p. 589)

## Demografía
| Gráfica de evolución demográfica de Estahón entre 1842 y 1970 |
| |
| Población de derecho según los censos de población del INE Población de hecho según los censos de población del INEEntre el censo de 1857 y el anterior, crece el término del municipio porque incorpora a 255018 (Anás), 255040 (Aynet de Cardós), 255068 (Bonestarre), 255208 (Lladrós) Entre el censo de 1981 y el anterior, este municipio desaparece porque se agrupa en el municipio 25901 (Vall de Cardós) |

A finales de 1970 se aprobó la fusión de los municipios de Ribera de Cardós y Estahón, para dar lugar al término municipal de Vall de Cardós, con capital en la localidad de Ribera de Cardós. En 2021 la localidad tenía 21 habitantes.